# Arthur Thiré
O Barão Charles Arthur Thiré (Caen, 11 de novembro de 1853 — Rio de Janeiro, maio de 1924) foi um professor e engenheiro francês radicado no Brasil. Casou-se com Mary Simons Treloar e tiveram um filho, Cecil William Clive Edward Thiré, que sucedeu o pai como professor de matemática. Teve quatro netos: Fernando Jacques Thiré (médico), Henrique Thiré, Marita Thiré e Carlos Arthur Thiré, que foi casado com Tônia Carrero e Marcia Pedroso Horta.
Engenheiro formado pela École Polytechnique, foi contratado pelo Imperador D. Pedro II para trabalhar na Escola de Minas, de Ouro Preto, região na qual montou a primeira estação eletromotriz, do Brasil, para os trabalhos de mineração.
Entre 1899 até 1902, Arthur Thiré foi professor do Ginásio Fluminense, instituto oficial de ensino criado pelo governador Maurício de Abreu em Petrópolis quando esta cidade era a capital estadual do Rio de Janeiro.
Ingressou no Colégio Pedro II em abril de 1910, onde trabalhou até o seu passamento. Publicou vários livros dos primórdios editoriais brasileiros na área.
Suas publicações concorreram e se somaram às de autores como: Roberto Trompowski, Eugênio de Barros Raja Gabaglia e Antonio Bandeira Trajano entre outros.

## Obras
- Matemática para principiantes
- Geografia Elementar – Compendiada para uso das Escolas Primárias – Ed. Francisco Alves
- Álgebra Elementar – 2.º Anno do Curso do Gymnásio Nacional – 1909
- Álgebra Elementar – 3.º Anno do Curso do Gymnásio Nacional – 1909
- Álgebra Elementar – 4.º Anno do Curso do Gymnásio Nacional – 1909
- Arithmetica Gymnasial – 1911